# Veluwemeer
Het Veluwemeer is een langwerpig meer tussen de noordelijke Veluwe en Oostelijk Flevoland. Het is een van de Veluwerandmeren die zijn gecreëerd na de inpoldering van het IJsselmeer. In het zuidwesten, voorbij het Aquaduct Veluwemeer bij Harderwijk, grenst het Veluwemeer aan het Wolderwijd. In het noordoosten, voorbij de brug bij Elburg, grenst het aan het Drontermeer. Het meer wordt onder andere gevoed door de Hierdensche Beek.
Het Veluwemeer vervult een belangrijke toeristische functie, hoofdzakelijk water- en strandrecreatie. Er bevindt zich een groot aantal campings en jachthavens aan het meer. Verder is het belangrijk voor de waterhuishouding en de scheepvaart. Het heeft een wateroppervlakte van 3250 hectare.
Het Veluwemeer is 's winters - als het voldoende gevroren heeft - het decor van de Veluwemeertocht. In 2013 werd er ook het Nederlandse kampioenschap marathonschaatsen op natuurijs gehouden.

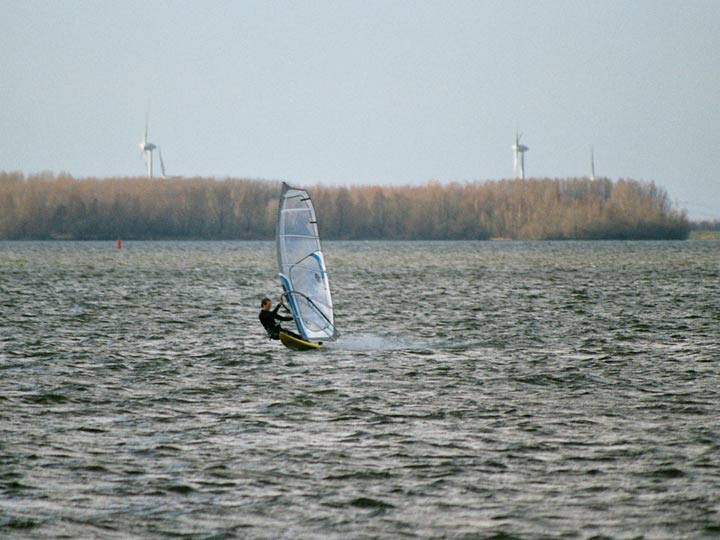
Windsurfen op Veluwemeer.
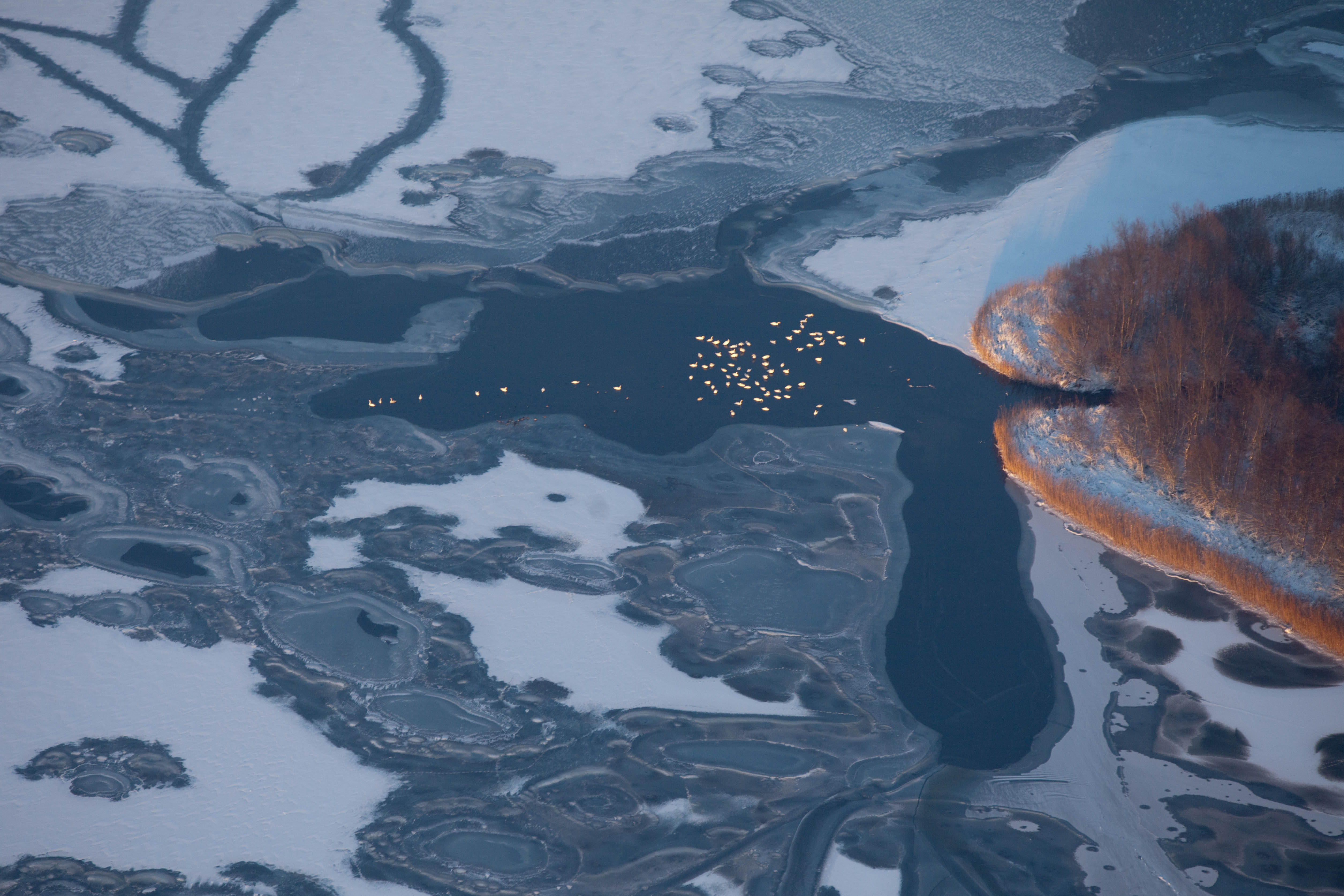
Winter op het Veluwemeer